# Hamilton Camp
Hamilton Camp (* 30. Oktober 1934 in London; † 2. Oktober 2005 in Los Angeles, Kalifornien) war ein US-amerikanischer Schauspieler, Sänger und Songschreiber.

## Leben
Hamilton Camp startete 1946 seine Schauspielerkarriere bereits mit zwölf Jahren. Seine Musikerkarriere begann 1960, als er als Bob Camp mit Bob Gibson zusammen Folk-Musik machte.
Im Frühjahr 2004 war er der Darsteller von Sir Andrew Aguecheek in Shakespeares Twelfth Night at A Noise Within in Los Angeles.
Hamilton Camp hinterließ sechs Kinder und 13 Enkelkinder.

## Filmografie (Auswahl)
- 1950: Kim – Geheimdienst in Indien (Rudyard Kipling’s Kim)
- 1950: Stadt im Dunkel (Dark City)
- 1950: Wilde Jahre in Lawrenceville (The Happy Years)
- 1951: Das zweite Gesicht des Dr. Jekyll (The Son of Dr. Jekyll)
- 1951: Ein Wochenende mit Papa (Week-End with Father)
- 1953: Der Untergang der Titanic (Titanic)
- 1954: Der eiserne Ritter von Falworth (The Black Shield of Falworth)
- 1975: Starsky & Hutch (Fernsehserie)
- 1977–1978: M.A.S.H. (Fernsehserie)
- 1978: Der Himmel soll warten (Heaven Can Wait)
- 1980: Roadie
- 1981: Jede Nacht zählt (All Night Long)
- 1982: Eating Raoul (Eating Raoul)
- 1983: Under Fire
- 1984: Eine starke Nummer (No Small Affair)
- 1984: City Heat – Der Bulle und der Schnüffler (City Heat)
- 1988: Bird
- 1990: Dick Tracy
- 1995: Hubi, der Pinguin (The Pebble and the Penguin) (Synchronisation)
- 1996–1997: Superman – Die Abenteuer von Lois & Clark (Lois & Clark: The New Adventures of Superman) (TV-Serie, Episodenrollen)
- 1997: Fast Helden
- 1999: Family Tree – Eine ungewöhnliche Freundschaft
- 2004: Desperate Housewives (Fernsehserie)